# Династії в історії Китаю
Династії в історії Китаю (кит. 中国朝代, пін. Zhōngguó cháodài, Чжунґо чаодай, «Китайська династія») — умовна періодизація китайської історії відповідно правлінню тієї чи іншої династії.

## Термінологія та відповідна статистична проблематика
В китайській мові поняття чаодай має не лише генеалогічний, а також політичний та ритуальний сенс, де чао — ранкова аудієнція монарха, а дай — заміщення [однієї влади іншою]. Класичний зразок зміни влади у китайській історіографії, повалення Шан династією Чжоу у 1046 р. до н.е., відбиває головну проблему династичного спадкоємництва: династія-наступник має «перед-династичну» історію, яка у випадку Чжоу нараховує три покоління (див. також утворення імперії Цінь та оголошення династії Цін). Заміщення однієї владної системи іншою відбилося в утворенні поняття Небесний мандат, яке у релігійних термінах з'ясовувало неможливість одночасного існування кількох монархій на китайській землі. Історично, однак, цей принцип неодноразово порушувався (Східна Чжоу, Троєцарствіє та ін.). Найбільш парадоксальним зразком стало ритуальне підкорення володарів імперії Сун північним завойовникам.
Поняття Небесного мандата відобразило проблему легітимації нової династії. Офіційне проголошення такої, із виконанням відповідних ритуалів, не завжди це забезпечувало: так, на відміну від короткотривалих династій, визнаних офіційною історіографією, відбувся ряд спроб проголошення династій, які не були визнані: як то Велика Чжоу (1354–1367) Чжао Шичена, заснування Небесної держави Тайпін або спроба монархічної реставрації Юаня Шикая, див. Empire of China (1915–16). Через це кількість династій у китайській історії залежить від відповідних історіографічних критеріїв, головними з яких є, поряд з генеалогічним аспектом, суверенітет на певній території та тривалість останнього, а також письмове укладення відповідної династичної історії. Традиційне викладення останніх міститься у так званих «24 історіях» 二十四史. Їх кількість, однак, не відповідає ані кількості історичних періодів, ані кількості династій які змінили одна одну. Так, історія перших трьох династій викладена у єдиному джерелі, «Ши цзі» Сима Цяня. Крім того, «Нова історія династії Юань» (新元史, закінчена в 1920 р.) розглядається окремими науковцями-синологами  25-ю офіційною династичною історією. Крім того, «Проєкт офіційної історії династії Цін» (清史稿) був закінчений в республіканський період у 1927 році (редакційний колектив очолював Чжао Ерсюнь, 趙爾巽). В сучасний період в КНР були намагання під керівництвом Дай І (戴逸, 1926 р.н.) — провідного професора одного із столичних вузів Китаю підготувати остаточну офіційну версію історії останньої династії. Такі спроби були здійснені починаючи з 2002 року, чи була завершена ця титанічна робота з вивірення першоджерел, станом на зараз достеменно невідомо. Ця хроніка, за твердженням окремих зарубіжних представників наукової спільноти має стати 26-ю офіційною історією Китаю імператорської доби.

## Назви династій
Найраніші назви династій, за винятком Ся (ймовірно, пізніший конструкт, що натякає на значення «Елегантна», 雅) — топоніми. Традиція їхнього запозичення пізнішими державними утвореннями (див., наприклад, Чжоу (значення)) була уперше порушена узурпатором Ваном Маном (1 ст.), який оголосив династію Сінь («Нова») — але ця спроба була винятковою та невдалою. Повна та незворотна відмова від географічних коррелятів відбулася у 1271 році, коли монгольські володарі взяли за династичну назву термін Юань («Початок») з «Книги Змін». Але в цьому разі назва не була повною інновацією: до вжитку було взято китайське прізвище клану Тоба, який володорював у Північному Китаї із династичною назвою Вей (386–535).

## Специфіка та типологія
Поряд із зручністю династична періодизація викликає певний ряд проблем, оскільки сильна централізована влада в Китаї змінювалися періодами роздробленості, коли декілька династій існували одночасно; крім того, оголошення нової династії іноді не приводило до її закріплення, і таким чином «династія» фактично складалася лише з однієї людини (Сінь у період Хань, Чжоу у період Тан). Зміна однієї династії іншою не завжди відзначає зміну економічного устрою. Навпаки, історія Китаю демонструє взірець успадкування економічної системи активної, але нетривалої династії більш стабільним наступником (Цінь-Хань; Суй-Тан; у певному сенісі Юань-Мін). Зворотним чином, існування єдиної династії іноді відбито зламом на кшталт спроби її повалення або часткового порушення суверенітету. Так, династія Чжоу відома реальним суверенітетом у перший період існування («Західна») та номінальним — у другий («Східна»); династії Хань і Тан, перервані в середині, відповідно відбивають періоди сильної та слабкої центральної влади. Злами в існуванні сильних династій у випадку Чжоу, Цзінь та Сун відзначилися перенесенням столиць з заходу на схід або з півночі на південь.

### «Варварські» династії
Слід відрізняти китайські та некитайські династії в історії Китаю. Останні іноді розподіляють на ті, що захопили владу (Conquest dynasties) або інфільтрувалися до неї (див. 滲透王朝). Розрізнення, однак, не є абсолютним навіть у тих випадках, де етнічний склад правлячого роду чітко відрізнявся від підкореного етносу. Унікальним явищем китайської культури стала тотальна чи дуже значна сініфікація загарбників (кідані, чжурчжені), а також використання автохтонного конфуціанського державного апарата на службі володарів іноземного походження. Див. Китайці та варвари.

## Таблиця
| Українською                                    | Китайською                | Час існування                                           | Правлячий дім                                  | Кількість володарів                   | Коментар |  |
| ---------------------------------------------- | ------------------------- | ------------------------------------------------------- | ---------------------------------------------- | ------------------------------------- | --- |  |
| Ся                                             | 夏朝                      | бл.2070 до Р.Х.－бл.1600 до Р.Х. (470 років)            | Си 姒                                          | 17                                    | напівлегендарна династія |  |
| Шан (Шан-Їнь)                                  | 商朝                      | бл.1600 до Р.Х.－1046 до Р.Х. (554 роки)                | Цзи 子                                         | 31                                    | перша династія, існування якої підтверджено епіграфічно |  |
| Чжоу:                                          | 周朝                      | 1046 до Р.Х.－221 до Р.Х. (789 років, але див. нижче)   | Цзі 姬                                         | 37:                                   | «напівварварська», але утворила заснови класичної китайської культури: випадок найдовшого правління однієї династії у китайській історії                                  |  |
| - Західна Чжоу                                 | 西周                      | 1046 до Р.Х.－771 до Р.Х. (275 років)                   | Цзі 姬                                         | 12                                    | із падінням західної столиці розпочала новий етап існування |  |
| - Східна Чжоу                                  | 東周                      | 770 до Р.Х.－256 до Р.Х.                                | Цзі 姬                                         | 25                                    | фактична влада у руках гегемонів: періоди Чуньцю та Чжаньґо: час існування державних утворень, назви яких стануть назвами пізніших династій.                              |  |
| Цінь                                           | 秦朝                      | 221 до Р.Х.－206 до Р.Х. (15 років)                     | Їн 嬴                                          | 3                                     | заснування монархійного устрою, який безперебійно існував до 20 століття                                                                                                  |  |
| Хань:                                          | 漢朝                      | 206 до Р.Х.－220.12.10. (426 років, але див. дін. Сінь) | Лю 劉                                          | 27:                                   | назва династії — сучасна назва китайського етносу |  |
| - Західна Хань                                 | 西漢                      | 202 до Р.Х. －9.1.15. (215 років)                       | Лю 劉                                          | 13                                    | |  |
| Династія Сінь                                  | 新                        | 9.1.15.－23.10.6. (14 років)                            | Ван 王                                         | 1                                     | узурпація влади міністром на ім'я Ван Ман |  |
| - Східна Хань                                  | 東漢                      | 25.8.5.－220.12.10. (195 років)                         | Лю 劉                                          | 14                                    | реставрація влади Хань |  |
| Династія Вей (Цао-Вей)                         | 曹魏                      | 220.12.10.－266.2.8. (45 років)                         | Цао 曹                                         | 5                                     | період Саньґо («трьох держав») |  |
| Династія Шу (Шу-Хань)                          | 蜀漢                      | 221－263 (42 роки)                                      | Лю 劉, правляча родина династії Хань           | 2                                     | Саньґо |  |
| Династія У (Сунь-Ву)                           | 孫吳                      | 222－280.5.1. (58 років)                                | Сунь 孫                                        | 4                                     | Саньґо |  |
| Цзінь:                                         | 晉朝                      | 266.2.8.－420 (155 років)                               | Сима 司馬                                      | 15:                                   | новітнє (короткочасне) об'єднання Китаю, до 304 року. |  |
| - Західна Цзінь                                | 西晉                      | 266.2.8.－316.12.11. (50 років)                         | Сима 司馬                                      | 4                                     | період закінчується випаданням півночі Китаю з-під суверенітету Цзінь: початок періоду Шістнадцяти держав.                                                                |  |
| - Східна Цзінь                                 | 東晉                      | 317.4.6.－420.7.10. (103 роки)                          | Сима 司馬                                      | 11                                    | нова столиця — Цзянькан (майбутній Нанкін) |  |
| Південні та Північні династії:                 | 南北朝                    | 420－589 (169 років)                                    |                                                |                                       | (до таблиці включено лише чотири північні держави, у яких спостерігається лінія спадкоємництва влади, від Вей до Суй)                                                     |  |
| - Північна Вей (Тоба Вей, Юань-Вей, Пізня Вей) | 北魏 (拓跋魏, 元魏, 後魏) | 386－534                                                | Тоба 拓跋, пізніше змінили прізвище на Юань 元 |                                       | Сяньбі, об'єднання північного Китаю представниками «варварської» династії. Держава розпалася на Східну та Західну, обидві з яких формально продовжував очолювати дім Юань |  |
| - Східна Вей                                   | 東魏                      | 534－550                                                | Формально Юань 元, де-факто генерали Гао 高    |                                       | У 550 генерал Гао Ян зкинув володаря та заснував власну династію Північна Ці                                                                                              |  |
| - Західна Вей                                  | 西魏                      | 535－557                                                | Формально Юань 元, де-факто Юйвень 宇文        |                                       | Сяньбійський генерал Юйвень Тай 泰, який вбив останнього імператора Північної Вей, є батьком імператора, який очолив нову державу, Північна Чжоу.                         |  |
| - Північна Чжоу                                | 北周朝                    | 557 – 581                                               | Юйвень 宇文                                    |                                       | Засновник наступної династії, Суй, — початково міністр та регент Північної Чжоу.                                                                                          |  |
| Суй                                            | 隋朝                      | 581－618                                                | Ян 楊                                          | 3                                     | Китай наново об'єднано, уперше з 316-го року (падіння Західної Цзінь). |  |
| Тан                                            | 唐朝                      | 6186.18.－907.6.1.                                      | Лі 李                                          | 22                                    | Інтеррегнум Чжоу (Ву Цзетянь) |  |
| Період п'яти династій і десяти держав          | 五代十國                  | 9076.1.－979.6.3.                                       |                                                |                                       | |  |
| Ляо                                            | 遼朝                      | 947.2.24.－1125                                         |                                                |                                       | |  |
| Західна Ся                                     | 西夏                      | 1038－1227                                              |                                                |                                       | |  |
| Цзінь                                          | 金朝                      | 1115.1.28.－1234.2.9. (119 років)                       |                                                |                                       | |  |
| Сун:                                           | 宋朝                      | 960.2.4.－1279.3.19.                                    |                                                |                                       | |  |
| - Північна Сун                                 | 北宋                      | 960.2.4.－1127.3.20. (167 років)                        |                                                |                                       | |  |
| - Південна Сун                                 | 南宋                      | 1127.6.12.－1279.3.19. (152 роки)                       |                                                |                                       | |  |
| Юань                                           | 元朝                      | 1271.12.18.－1368.9.14. (97 років)                      | Борджигін                                      |                                       | Монгольська династія: перший випадок іноземного правління на всій території Китаю                                                                                         |  |
| Мін                                            | 明朝                      | 1368.1.23.－1644.4.25. (276 років)                      | Чжу 朱                                         |                                       | Остання китайська династія усього імперського періоду |  |
| Цін                                            | 清朝                      | 1636－1912.2.12. (268 років)                            | Айсін Ґьоро (Цзінь 金)                         | 12 (починаючи з Нурхаці, Пізня Цзінь) | Манчжурська династія, яка стверджувала власну легітимність на монгольському володінні, Юань: 1616 року створена як Пізня Цзінь, перейменована на Цін 1636 року.           |  |